# Чечил
Чечил (арм. Չեչիլ) — фигурный волокнистый рассольный вытяжной сыр армянского происхождения, занимает промежуточное место между сычужными и кисломолочными сырами, иногда относят к группе сыров типа сулугуни. Выпускается в виде плотных волокнистых по структуре толстых или тонких нитей, собранных в тугой пучок или свёрнутых в перевязанные жгуты, иногда в форме косички или клубка, часто в копчёном виде. Промышленно производится в основном на постсоветском пространстве, но также известен и в странах с армянскими общинами.
Обладает острым кисломолочным вкусом, солёность — умеренная (4—8 % поваренной соли), цвет у некопчёных вариантов — от белого до едва жёлтого. Массовая доля жира в сухом веществе — до 10 %, влажность — не более 60 %.
Изготавливается из обезжиренного коровьего, овечьего, козьего молока или их смеси, в современной молочной промышленности в основном используется нежирное коровье молоко. Для приготовления вначале в скисшее молоко (кислотностью 45 — 50 °T для коровьего и 100—110 °T для овечьего) добавляется сычужный фермент или пепсин, смесь выдерживают в течение 5—10 мин при температуре 38—40 °C, а как только образуется сгусток — массу при помешивании нагревают до 48—54 °C. Образующиеся при свёртывании крупные хлопья легко слепляются вручную, их отделяют от сыворотки и формуют на разделочном столе в виде толстых или тонких длинных нитей или дугообразной ленты. При промышленной выработке используются специальные аппараты — сыроизготовители, в которых образуется и разрезается сгусток, отделители сыворотки и формовочно-шнековый аппарат, в котором происходит дробление сырного зерна, вымешивание массы, вытягивание волокон, нагревание, плавление и формирование конечного вида продукта. После остывания полученные нити сворачиваются в пучки или жгуты требуемой массы и формы, обмываются холодной водой и переносятся в рассол концентрацией 16—19 %. На заводах уже через 1—2 суток продукт фасуется в герметичную упаковку и направляется на реализацию, при традиционном кустарном приготовлении полученный сыр хранится в течение всего срока в рассоле или в смеси с творогом и другими сырами в кувшинах и овечьих бурдюках.
В отличие от большинства сычужных сыров, в которых процессы созревания протекают длительный срок и характеризуются разнонаправленным изменением микрофлоры, при созревании чечила наибольшее количество микроорганизмов отмечается в суточном возрасте, после чего их количество и активность быстро снижается, уже на 20-е сутки микробиологические процессы в сыре практически приостанавливаются; такой характер кривой созревания объясняется достаточно высокой кислотностью сырной массы, быстрым её охлаждением и быстрым просаливанием. В процессе созревания чечила доминирует Lactobacillus casei, тогда как для сычужных сыров характерно преобладание лактококков.
Себестоимость производства относительно невысока за счёт недорогого сырья, короткого цикла и относительной простоты технологии приготовления; с появлением недорогих автоматизированных линий для производства фигурных сыров в конце 1990-х — начале 2000-х годов отмечен бум производства чечила в странах СНГ, среди предприятий, освоивших производство чечила в заметных объёмах в этот период, отмечаются Гиагинский и Рузаевский молочные заводы. Благодаря узнаваемости сорта название «чечил» используют производители для других фигурных сыров, нарезаемых в нити или «спагетти» и сворачиваемых в жгуты и косички.